# Nikkō
Nikkō (prononcé /ni.ko:/) (日光, litt. Lumière du soleil) est une ville du Japon située dans la préfecture de Tochigi.
Distante d'environ 140 km de Tokyo vers le nord, Nikkō se situe au pied des montagnes, au milieu de forêts de cryptomerias, de cèdres et de pins du parc national de Nikkō. Les sanctuaires et temples de Nikkō sont inscrits au  patrimoine mondial de l'Unesco depuis 1999.

## Géographie

### Localisation
La ville de Nikkō se situe sur l'île de Honshū, à environ 140 km, à vol d'oiseau, au nord de Tokyo. Elle s'étend sur 54,5 km du nord au sud et sur 47,1 km d'ouest en est, dans le nord-ouest de la préfecture de Tochigi, au nord-ouest d'Utsunomiya, capitale de la préfecture. Sa limite nord jouxte le sud-est de la préfecture de Fukushima et sa limite ouest le nord-est de la préfecture de Gunma.

### Municipalités limitrophes
| Minamiaizu**         | Minamiaizu**                                           | Hinoemata** / Nasushiobara |
| Katashina* / Numata* | Nikkō(*préfecture de Gunma, **préfecture de Fukushima) | Nasushiobara / Shioya      |
| Midori*              | Kanuma                                                 | Utsunomiya                 |

### Géologie et relief
Étendue, dans le nord de la région de Kantō, sur une superficie de 1 448,83 km2, la ville de Nikkō est divisée en deux parties : à l'ouest, le massif des monts Nikkō, un complexe volcanique dominé par le mont Nantai et le mont Nikkō-Shirane, son plus haut sommet à 2 578 m et, dans l'est, la vallée de la rivière Kinu, un affluent du fleuve Tone.
De son centre urbain au plus haut sommet des monts Nikkō, l'altitude de la ville varie de 200 m à plus de 2 400 m.
Le long de la rivière Kinu et de ses affluents, dans l'est de Nikkō, le sol est constitué de roches sédimentaires ; dans la partie montagneuse, la terre est faite de roches volcaniques constitutives des volcans formant le groupe volcanique Nikkō dans l'ouest de la ville.

### Hydrographie
La ville de Nikkō comprend le cours supérieur de la rivière Kinu. Longue de 177 km, elle prend sa source sur le flanc sud-est du mont Kinunuma, sis à cheval sur les deux préfectures de Tochigi et Gunma, dans le nord-ouest de la ville. Son cours s'oriente plein est jusqu'au lac artificiel Kawamata puis jusqu'au barrage Kawaki dans le nord-est de Nikkō. Il traverse ensuite l'est de Nikkō et entre dans le sud du bourg voisin de Shioya.
Les rivières Ojika et Yunishi, deux affluents de la rivière Kinu, ont leur bassin-versant dans le nord de la ville. Un troisième cours d'eau, la rivière Daiya, prend sa source au lac Chūzenji, dans le sud-ouest de Nikkō, alimente les chutes de Kegon et rejoint la rivière Kinu à la limite est de la ville.
La rivière Watarase, un autre affluent du fleuve Tone, prend sa source au mont Sukai dans le sud-ouest de Nikkō.
À part celles de Kegon, Nikkô possède deux autres chutes d'eau renommées : les chutes Ryūzu et la cascade Yu, le long de la Yu-kawa qui coule du lac Yu vers celui de Chūzenji.

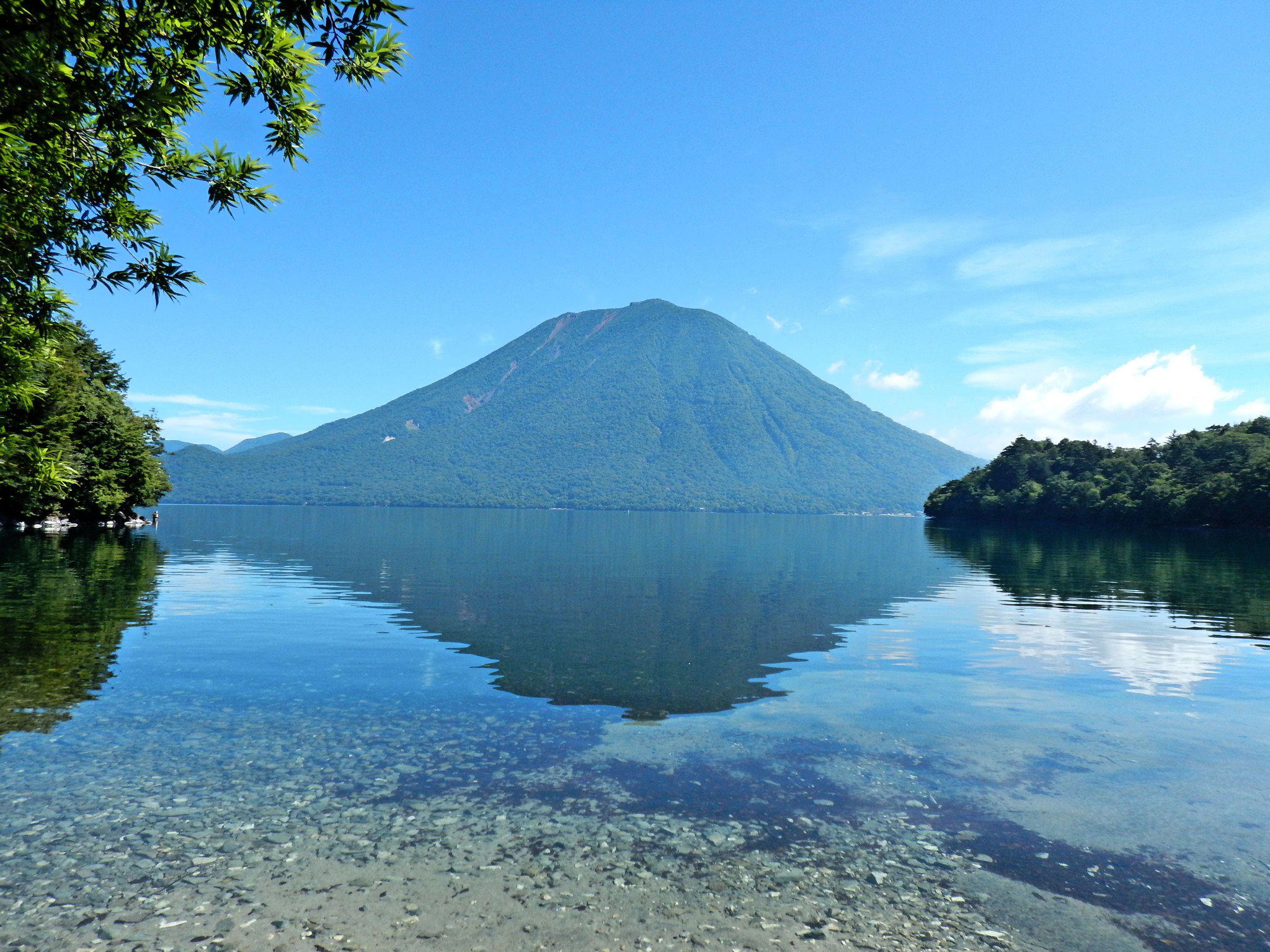
Le mont Nantai.
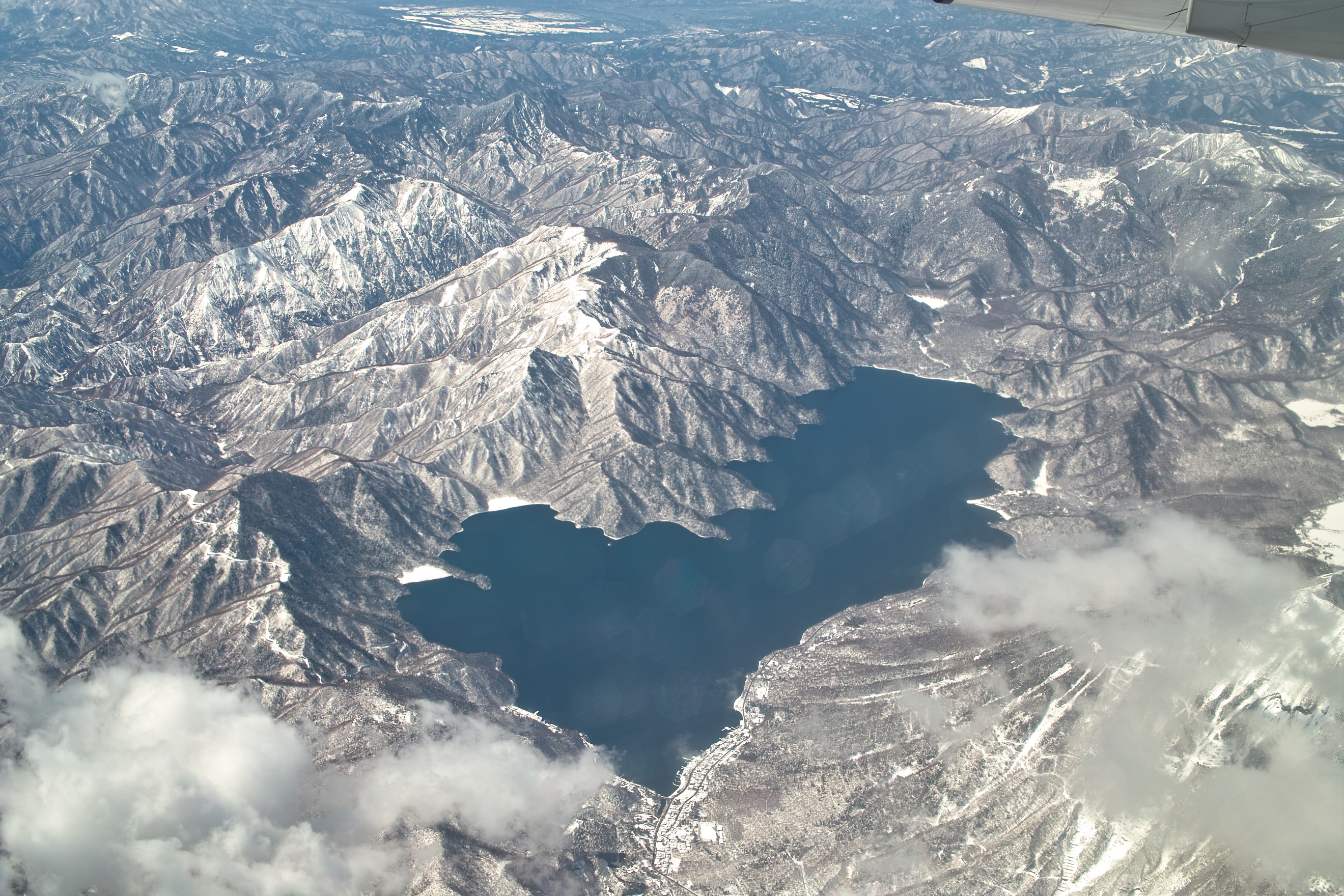
Le lac Chūzenji.
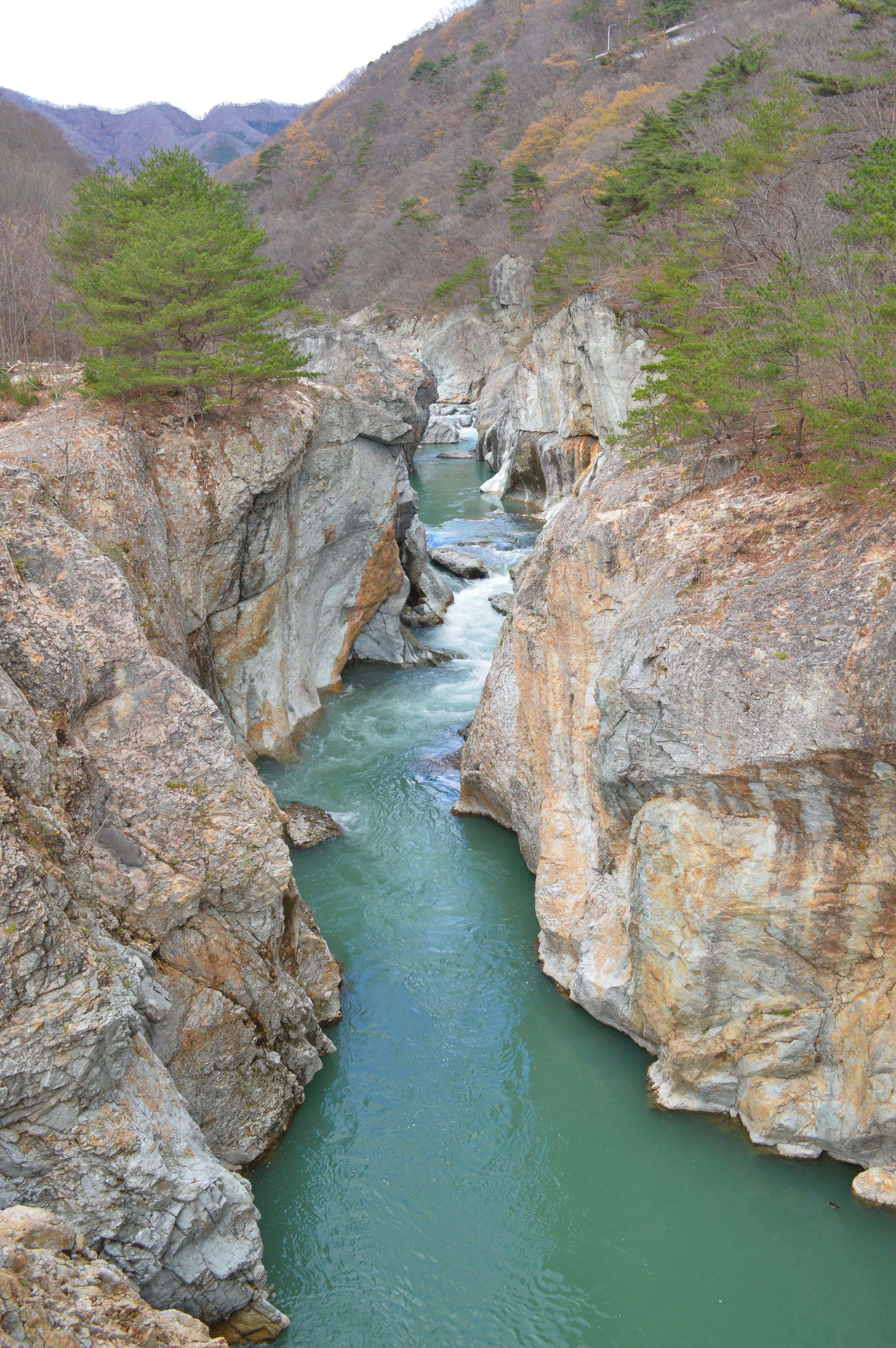
La rivière Kinu.

### Occupation des sols

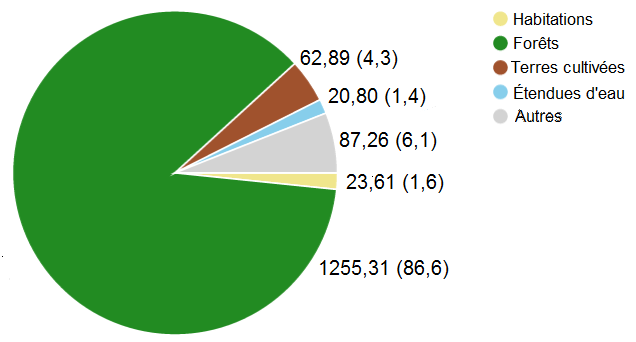
Occupation des sols (janvier 2010).
Superficie en km2 (%).

En 2010, près de 87 % de la superficie de la ville de Nikkō sont recouverts de forêts.
Les espaces boisés de Nikkō s'étendent principalement sur le relief montagneux, dans l'ouest de la ville. Ressource naturelle abondante, le bois est exploité à des fins économiques et, par endroits, à flanc de montagne, la forêt est entretenue pour prévenir les glissements de terrain.
Dans le domaine agricole, 66 % des terres cultivées sont consacrées à la riziculture et 8 % à l'élevage de bétail.

### Climat
Le climat de Nikkō est du type tempéré chaud. La température annuelle moyenne est d'environ 7 °C et les précipitations annuelles sont de 2 204 mm. L'hiver, le mercure peut descendre jusqu'à −12 °C et grimper jusqu'à 25 °C en été.
| Mois                                                            | jan.       | fév.       | mars       | avril     | mai       | juin       | jui.       | août         | sep.         | oct.      | nov.       | déc.       | année        |
| --------------------------------------------------------------- | ---------- | ---------- | ---------- | --------- | --------- | ---------- | ---------- | ------------ | ------------ | --------- | ---------- | ---------- | ------------ |
| Température minimale moyenne (°C)                               | −8,2       | −8,1       | −5,3       | 0,1       | 4,9       | 9,9        | 14,3       | 15,2         | 11,4         | 5         | −0,2       | −5,1       | 2,8          |
| Température minimale moyenne la plus basse (°C) année du record | −11,7 1945 | −12,2 1984 | −11,1 1984 | −2,7 1996 | 2,4 1945  | 7,6 1954   | 11,7 1945  | 13 1976      | 8,9 1951     | 3,3 1965  | −2,7 1988  | −8,4 2005  | 1,3 1984     |
| Température moyenne (°C)                                        | −4,3       | −4,1       | −1,1       | 4,8       | 9,7       | 13,5       | 17,6       | 18,5         | 14,7         | 8,8       | 3,9        | −1,2       | 6,7          |
| Température maximale moyenne (°C)                               | −0,5       | −0,1       | 3,3        | 9,8       | 14,7      | 17,4       | 21,5       | 22,4         | 18,4         | 13        | 8,2        | 2,7        | 10,9         |
| Température maximale moyenne la plus haute (°C) année du record | 2,5 1972   | 3,7 1959   | 6,5 2002   | 13 1983   | 16,9 1982 | 19,9 2004  | 24,3 2002  | 24,9 2007    | 21,2 1999    | 15,8 1998 | 10,5 1990  | 5,9 1948   | 12,3 2004    |
| Record de froid (°C) date du record                             | −16,5 1951 | −16,7 1976 | −18,7 1984 | −11 1987  | −5,4 1991 | −0,4 1957  | 3,7 1976   | 6 1981       | −0,2 2001    | −3,9 1983 | −9,7 1970  | −14,7 1947 | −18,7 1984   |
| Record de chaleur (°C) date du record                           | 12,7 1972  | 14 2016    | 16,7 1972  | 23,2 2004 | 26,4 2019 | 26,8 1987  | 30,4 2018  | 30,8 2018    | 27,6 2000    | 25,3 2016 | 19,1 1977  | 17,2 2018  | 30,8 2018    |
| Ensoleillement (h)                                              | 177,8      | 170,3      | 196,7      | 188,3     | 185,9     | 114,8      | 121,4      | 139,5        | 109,5        | 132,1     | 158,1      | 170,4      | 1 865        |
| Précipitations (mm)                                             | 54         | 65,2       | 102,9      | 156,3     | 179,8     | 240,5      | 272,5      | 369,7        | 381,5        | 216,4     | 105,3      | 59,7       | 2 203,8      |
| dont neige (cm)                                                 | 61,4       | 64,6       | 64,5       | 15,3      | 0,1       | 0          | 0          | 0            | 0            | 0,2       | 5,3        | 33,8       | 245,2        |
| Précipitations les plus basses (mm) année du record             | 5,4 1957   | 12 1980    | 21,5 1979  | 30,5 2001 | 49,5 1991 | 72,2 1946  | 99 1973    | 76,8 1967    | 32,5 2009    | 10 1997   | 1,5 1998   | 0,5 1981   | 1 304 1984   |
| Précipitations les plus hautes (mm) année du record             | 156 1970   | 186,5 1972 | 238,6 1951 | 339 1999  | 465 2012  | 694,5 2014 | 679,2 1946 | 1 111,2 1959 | 1 258,5 2011 | 697 1961  | 462,5 1990 | 235,2 1946 | 3 473,9 1950 |
| Humidité relative (%)                                           | 66         | 66,8       | 68,3       | 70,8      | 75,1      | 86,7       | 88,2       | 88,2         | 87,3         | 81,9      | 72,9       | 67,8       | 76,7         |

| Diagramme climatique                                  |              |              |             |              |              |               |               |               |          |              |             |
| J                                                     | F            | M            | A           | M            | J            | J             | A             | S             | O        | N            | D           |
| −0,5−8,254                                            | −0,1−8,165,2 | 3,3−5,3102,9 | 9,80,1156,3 | 14,74,9179,8 | 17,49,9240,5 | 21,514,3272,5 | 22,415,2369,7 | 18,411,4381,5 | 135216,4 | 8,2−0,2105,3 | 2,7−5,159,7 |
| Moyennes : • Temp. maxi et mini °C • Précipitation mm |              |              |             |              |              |               |               |               |          |              |             |

### Voies de communication et transports
Le centre de Nikkō est desservi par la ligne Nikkō de la JR East et la ligne Tōbu Nikkō de la Tōbu. Les gares de Nikkō et Tōbu-Nikkō sont les principales gares de la ville. Le reste de la ville est desservi par les lignes Tōbu Kinugawa, Aizu Kinugawa et Watarase Keikoku.

## Urbanisme

### Morphologie urbaine

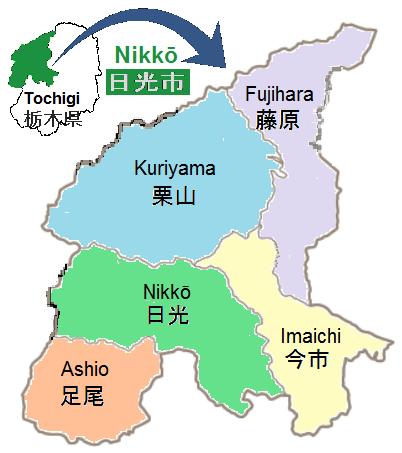
Les quartiers historiques de Nikkō.

La ville de Nikkō est découpée en cinq quartiers, un découpage qui correspond aux cinq municipalités historiques fusionnées en 2006 pour former la ville.

#### Nikkō
Cœur historique de Nikkō, le quartier de Nikkō est situé au sud-ouest de la ville. Il comprend le cours de la rivière Daiya, le lac Chūzenji, les principaux sommets des monts Nikkō, le temple Rinnō et le sanctuaire Tōshō.

#### Imaichi
Carrefour stratégique à l'époque d'Edo où se croisaient les grandes routes Nikkō Reiheishi et Nikkō, le relais routier d'Imaichi devient officiellement un village en 1954, 52 ans avant son intégration dans la ville voisine de Nikkō.
Situé dans le sud-est de la ville, au point de confluence des rivières Daiya et Kinu, le quartier d'Imaichi concentre environ 70 % de la population.

#### Ashio
La cité d'Ashio est fondée la première année de l'ère Taika (645-650) dans l'est de la province de Shimotsuke. Elle connaît un essor économique important lorsqu'une mine de cuivre commence à être exploitée au début du XVIe siècle. En 1878, au cours de la mise en place du nouveau système d'administration des municipalités élaboré par le gouvernement de Meiji, la cité d'Ashio est intégrée au district de Kamitsuga. Onze ans plus tard, le village d'Ashio acquiert le statut de bourg.
Le quartier d'Ashio est un symbole national des premières pollutions industrielles à fort impact écologique et des premières luttes ouvrières liées au développement économique de la fin de l'ère Meiji.

#### Fujihara
Fondée en 1889, le village de Fujihara devient un bourg en 1935. Terre d'élection du bouddhisme depuis la fin du XIIe siècle, il se transforme, au fil des siècles, en onsen (ville d'eaux) à la suite de la découverture de plusieurs sources chaudes le long des rivières Ojika et Kinu.

#### Kuriyama
À la fin de l'époque de Heian (794-1185), le clan Taira, défait à l'issue de la guerre de Genpei, trouve refuge dans le nord-ouest de la province de Shimotsuke. La zone d'habitations qu'il crée est à l'origine des quelques villages qui sont réunis en 1889 dans le cadre de la réorganisation administrative du pays planifiée par le gouvernement de Meiji, pour former le village de Kuriyama. Ce dernier devient un quartier de Nikkō en 2006.
Le quartier de Kuriyama est une zone montagneuse dans laquelle serpentent les rivières Yunishi et Kinu. Des lieux de mémoire rappelant la présence passée du clan Taira y sont entretenus, notamment des onsen (stations thermales).

#### Répartition de la population par quartiers
La population de Nikkō est concentrée dans la plaine alluviale formée par les rivières Daiya et Kinu : le quartier d'Imaichi, zone urbaine dans laquelle 70 % de la population occupent moins de 20 % du territoire de la ville. Par contraste, le quartier de Kuriyama, zone montagneuse, rassemble moins de 2 % de la population sur près de 30 % du territoire.
| Quartier | Nombre d'habitants | %    | Superficie (km2) | %    | Densité (hab./km2) |
| -------- | ------------------ | ---- | ---------------- | ---- | ------------------ |
| Ashio    | 2 138              | 2,5  | 185,79           | 12,8 | 11,5               |
| Fujihara | 8 977              | 10,4 | 272,27           | 18,8 | 33                 |
| Imaichi  | 60 027             | 69,9 | 243,54           | 16,8 | 246,5              |
| Kuriyama | 1 326              | 1,5  | 427,37           | 29,5 | 3,1                |
| Nikkō    | 13 442             | 15,7 | 320,90           | 22,1 | 41,9               |
|          | 85 910             | -    | 1 449,87         | -    | 59,2               |

### Risques naturels
Du fait de sa situation géographique et de sa constitution géologique, la ville de Nikkō est exposée à divers risques naturels : inondations, séismes, glissements de terrain et volcanisme. La ville entretient, à l'intérieur de bâtiments publics, une centaine d'abris répartis dans toute la ville et pouvant accueillir près de 30 000 personnes.

#### Glissements de terrain et inondations
Située dans le nord de la plaine de Kantō, la ville de Nikkō est exposée, en été, aux fortes pluies, tombant en trombes dans l'intérieur des terres et, en automne, aux typhons venus de l'océan Pacifique. Ces périodes pluvieuses entretiennent des zones sujettes aux catastrophes naturelles telles que les glissements de terrain et les inondations.
Les montagnes dans l'ouest de la ville sont constituées de roches fragiles d'origine volcanique dont l'érosion par les intempéries et les cours d'eau provoquent de fréquents glissements de terrain. De même, les débordements des rivières Daiya et Kinu peuvent entraîner l'effondrement des berges faites de roches sédimentaires.
Tout au long du XXe siècle, le ministère du Territoire, des Infrastructures, des Transports et du Tourisme a fait construire des barrages de rétention de débris rocheux et de sable, spécialement conçus pour contrôler les flux de matières minérales produites par l'érosion des pentes des monts Nikkō sous l'effet des pluies annuelles abondantes et de la fonte des glaces. Ces travaux d'aménagement du système d'eau de la ville doivent assurer la protection des personnes et aussi la préservation des nombreux biens culturels de la ville.

##### Catastrophe de l'ère Edo
Fin juillet 1662, des pluies torrentielles sous orage s'abattent sur la ville de Nikkō, provoquant un glissement de terrain sur les pentes du mont Akanagi, un volcan situé à l'est du mont Nyohō. Au pied de la montagne, la rivière Inari déborde et fait sortir de son lit la rivière Daiya dont elle est un affluent de rive gauche. Les inondations subséquentes ont causé des dégâts importants ; plus de 300 personnes sont mortes et 140 autres sont portées disparues.
Toutes les victimes de cette catastrophe sont enterrées dans le cimetière du temple Ryūzō.

##### Catastrophe de l'ère Meiji

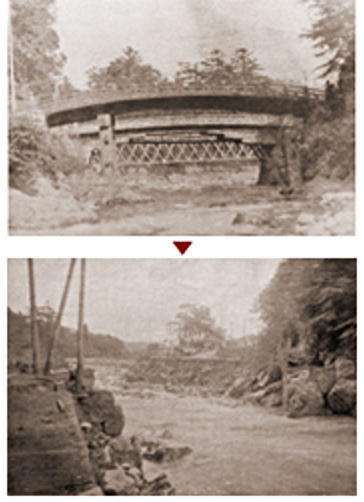
Le Shinkyō détruit en 1902.

Le 28 septembre 1902, le passage du typhon Ashio sur la région de Kantō donne naissance à des pluies torrentielles qui font sortir les rivières Kinu et Watarase de leur lit. Des inondations et glissements de terrain, notamment dans la cité d'Ashio, font 156 victimes ; 63 personnes sont portées disparues et 8 217 habitations sont totalement détruites. Des biens culturels importants nationaux sont emportés par les flots, comme le Shinkyō, un pont en bois laqué enjambant la rivière Daiya.

##### Catastrophes post-Meiji
En septembre 1947, les dégâts causés par le passage du typhon Kathleen et, en août 1949, ceux engendrés par le typhon Kitty sont limités à Nikkō grâce aux divers systèmes de prévention des inondations et des glissements de terrain mis en place par le gouvernement japonais.

#### Activité sismique
La préfecture de Tochigi est soumise à un risque sismique du fait de la présence de failles dans la partie ouest de son territoire. Des documents historiques décrivent les destructions matérielles causées par une série de tremblements de terre survenue en 1683 dans la cité de Nikkō.

##### Séisme d'Imaichi
La préfecture de Tochigi est peu touchée par le séisme de Kantō de 1923. En revanche, le 26 décembre 1949, la terre tremble pendant 8 min à Imaichi, dans le sud-est de Nikkō. Quelque 290 bâtiments sont détruits, 10 personnes sont tuées et 163 autres sont blessées.

##### Séisme de mars 2011
En mars 2011, dans la préfecture de Tochigi, le séisme de la côte Pacifique du Tōhoku fait quatre morts et détruit 250 maisons. La ville de Nikkō est cependant peu touchée par la catastrophe.

#### Activité volcanique
En 2016, parmi les volcans du complexe volcanique formé par les monts Nikkō, seul le mont Nikkō-Shirane est classé actif par l'Agence météorologique du Japon. Il présente un faible risque éruptif ; sa dernière éruption a été enregistrée en 1952.

## Toponymie
Le mont Nantai, montagne sacrée de l'est de l'ancienne province de Shimotsuke, est aussi appelé « mont Futara » (二荒山, Futara-san), nom dont les deux premiers sinogrammes, suivant une lecture chinoise, se prononcent aussi « Ni-Kō », prononciation très proche de celle de l'expression « 日光 (Nikkō) » signifiant « lumière solaire ». C'est ainsi que, par un jeu de mots, la cité, fondée au VIIIe siècle au pied du Nantai-san, est baptisée Nikkō.
Le terme « (二荒) » est un raccourci pour « 二荒颪 (Futara-oroshi, littéralement « deux vents catabatiques violents ») », expression qui désigne un vent catabatique qui souffle dans la préfecture de Tochigi deux fois par an, au printemps et à la fin de l'automne (ou en début d'hiver). À l'époque de Shōdō Shōnin (VIIIe siècle), fondateur de la cité de Nikkō, ces vents saisonniers venus du nord et dont la force s'amplifiait au pied du mont Nantai, constituaient des calamités climatiques pour Nikkō et au-delà.
En 820, Kōbō-Daishi, saint fondateur de l'école bouddhiste Shingon, séjourna à Nikkō. Ses invocations des divinités bouddhiques au sommet du mont Nantai mirent fin aux turbulences venteuses. Pour marquer l'événement, il désigna la montagne sous un nouveau nom : Nikkō-san.

## Histoire

### Époque de Nara (710-794)

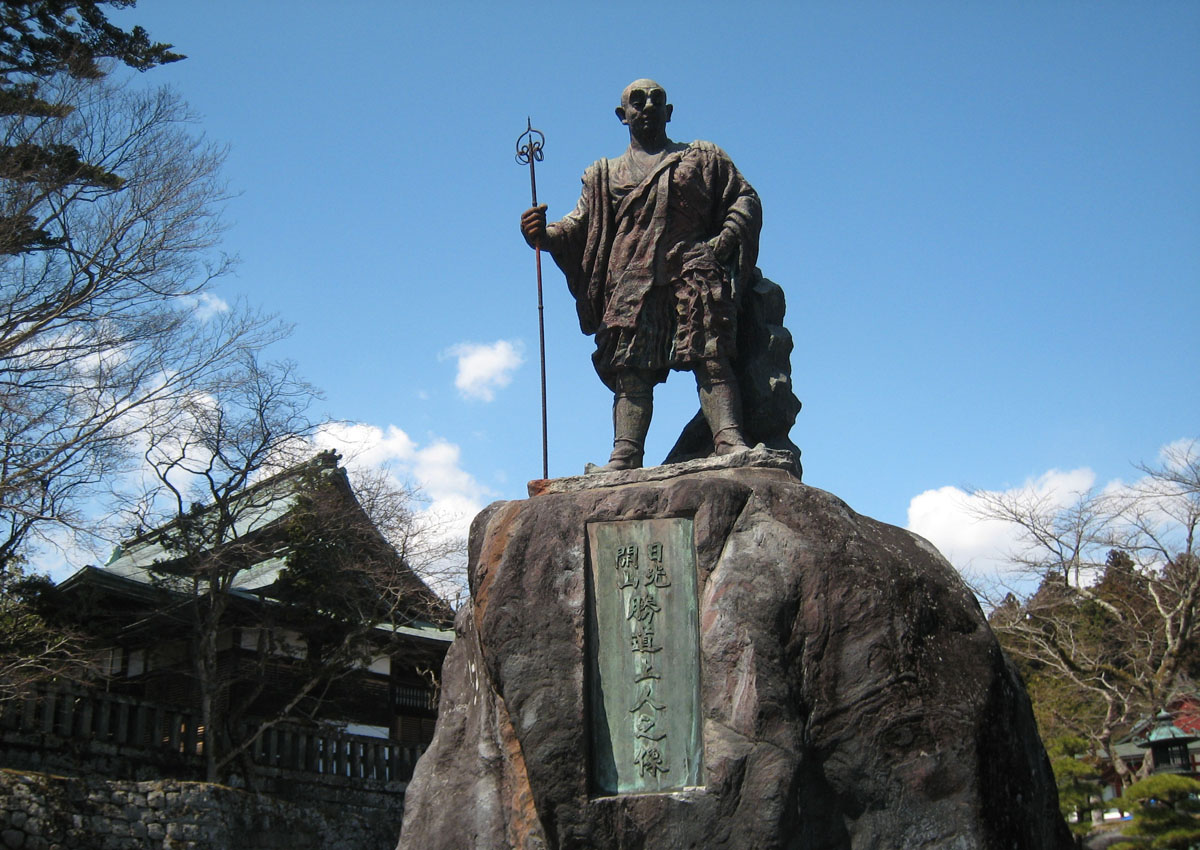
Statue de Shōdō Shōnin devant le Rinnō-ji.

Au début l'ère Tenpyō-jingo (765-767), sous le règne de l'impératrice Shōtoku installée à Heijō-kyō, Shōdō Shōnin (735-817), un moine bouddhiste formé à l'école Kegon et adepte du shugendō, explore le nord-est de l'ancienne province de Shimotsuke dont il est originaire. Il est attiré par le mont Nantai qui lui évoque Fudaraku-san, la demeure mythique de Kannon, déesse bouddhique de la miséricorde. En 766, il fonde le temple Honryū (l'actuel Rinnō-ji), au pied du mont Nantai, près de la rivière Daiya. Un an plus tard, il fonde le sanctuaire Futarasan à environ 600 m au nord-ouest du Honryū-ji. En 782, sa troisième tentative d'ascension du mont Nantai est un succès. Il fait construire près du sommet de la montagne un sanctuaire auxiliaire du Futarasan-jinja et, en 784, le temple Chūzen sur la rive est du lac Chūzenji. Le territoire formé par les environs du lac Chūzenji, le cours de la rivière Daiya, les monts Nantai, Tarō et Nyohō, devient une terre sacrée du shintoïsme, pour qui les montagnes incarnent des divinités, et du bouddhisme qui trouve là la Terre pure de Kannon. Et les trois montagnes vénérées par Shōdō Shōnin et ses disciples deviennent Nikkō-san, un terme générique pour désigner le massif montagneux et ses environs.
La multiplication de lieux saints dans la région entraîne alors la formation et le développement de zones d'habitations dans l'ouest de la province de Shimotsuke.

### Époque de Heian (794-1185)
En 927, un sanctuaire Futarasan, situé à Kawachi dans la province de Shimotsuke, est mentionné dans l'Engishiki, un recueil de lois et de règlements commandé par l'empereur Daigo en 905.
En 1156, Minamoto no Yoshitomo du clan Minamoto devient gouverneur de la province de Shimotsuke.

### De l'époque de Kamakura à l'époque de Muromachi (1185-1568)
À l'époque de Kamakura (1185-1333), le clan Ashikaga issu du clan Minamoto se rend maître de la province de Shimotsuke qui devient, à l'époque Sengoku (milieu du XVe siècle-fin du XVIe siècle), un vaste champ de bataille où s'affrontent les clans Go-Hōjō, Takeda et Uesugi.

### Ère Edo (1603-1867)
À l'ère Edo, dans le Japon unifié de la dynastie des Tokugawa, la région de Nikkō-san est morcelée en plusieurs domaines féodaux. Dans les années 1610, cette région prend de l'importance après la construction du sanctuaire Tōshō dédié à Tokugawa Ieyasu, père fondateur du shogunat Tokugawa. Avant de mourir, en juin 1616, ce dernier avait émis, dans ses dernières volontés, le souhait qu'un mausolée soit construit à Nikkō pour y enterrer sa dépouille et le consacrer divinité tutélaire du Japon. L'année suivante, sous l'impulsion de Tenkai, moine bouddhiste, ancien conseiller d'Ieyasu et administrateur des lieux saints de Nikkō-san, son vœu est exaucé par son fils Tokugawa Hidetada.
Par la suite, ses descendants, Tokugawa Iemitsu notamment, font du Tōshō-gū un haut lieu de pèlerinage, ce qui nécessite la construction de nouvelles routes comme la Nikkō Kaidō, une quasi ligne droite reliant Nikkō à la capitale Edo. La cité de Nikkō, formée autour des trois lieux saints : Tōshō-gū, Futarasan-jinja et Rinnō-ji (quartier de « Nisha Ichiji »), prend son essor, tout comme la cité minière d'Ashio au sud-ouest, la station routière d'Imaichi à l'est et les stations thermales de Fujihara et Kuriyama au nord. Ainsi, comme d'autres cités du Japon s'organisaient autour d'un château durant l'époque Sengoku, Nikkō se développe pendant l'ère Edo comme une monzen-machi (門前町, littéralement : « cité fondée aux abords d'un temple »).
Tout au long des XVIIe et XVIIIe siècles, la cité de Nikkō est partiellement détruite par des incendies, des inondations, des typhons ou des tremblements de terre, et ses habitants subissent des périodes de pénuries alimentaires.

### Ère Meiji (1868-1912)
Dans les années 1860, l'emprise des shoguns Tokugawa sur le Japon prend fin et le pouvoir impérial est restauré lors de la révolution de Meiji.
Début 1868, au cours de la guerre de Boshin qui oppose dans tout le Japon les partisans de l'empereur Meiji à ceux du dernier représentant de la dynastie Tokugawa : Tokugawa Yoshinobu, la cité de Nikkō est menacée de destruction. D'abord par les troupes loyalistes, conduites par Ōtori Keisuke et retranchées dans l'enceinte du sanctuaire Tōshō après avoir fui Edo, puis par les meneurs de la coalition impériale, Saigō Takamori en tête, qui exigent que soient réduits en cendres les symboles du gouvernement shogunal omniprésents à Nikkō et dans ses environs. Il faut toute l'habilité diplomatique d'Itagaki Taisuke, un conseiller militaire d'Edo, pour convaincre Ōtori d'épargner Nikkō et dissuader Saigō de faire exécuter son projet.
En mai 1868, le gouvernement de Meiji, nouvellement formé, abolit l'administration shogunale de la province de Shimotsuke.
En juin 1871, la cité de Nikkō est intégrée à la préfecture de Tochigi nouvellement créée puis, en novembre 1878, au district de Kamitsuga.
Après avoir été longtemps à l'école de la Chine, le Japon se tourne vers le monde occidental. Il rétablit et intensifie des relations diplomatiques et commerciales interrompues depuis la fermeture du pays aux étrangers au début des années 1640. Redoutant de tomber, comme ses voisins du continent asiatique, sous la domination de son nouveau modèle, le gouvernement de Meiji entame la modernisation du pays. Des diplomates, des enseignants, des ingénieurs, des savants, des médecins, des experts militaires et des artistes occidentaux sont invités dans l'archipel. Ils y découvrent les mœurs et la culture du pays du Soleil levant, en particulier la cité de Nikkō, ses paysages naturels et son riche patrimoine culturel.
En 1890, afin de faciliter l'accès d'un nombre toujours plus grand de touristes aux sites historiques de Nikkō, la compagnie privée Nippon Railway (日本鉄道, Nippon tetsudō) ouvre une ligne de chemin de fer entre Nikkō et Utsunomiya : la ligne Nikkō. La même année, la cité devient officiellement un bourg aux limites bien définies.

### De l'ère Taishō à l'ère Shōwa (1912-1989)
Durant la Seconde Guerre mondiale (1939-1945), la cité de Nikkō est épargnée par les bombardements aériens des forces alliées qui ciblent spécifiquement les centres industriels et militaires de l'empire du Japon. L'empereur régnant, Hirohito, envoie sa famille y trouver refuge, notamment son futur successeur le prince Akihito.
En octobre 1945, un mois après la capitulation de l'Empire, les troupes d'occupation anglo-américaines arrivent à Nikkō et réquisitionnent l'hôtel Kankō, au bord du lac Chūzenji, et l'hôtel Kanaya, situé non loin de la gare de Nikkō. Jusqu'en février 1952, date de l'entrée en vigueur du traité de San Francisco qui formalise la fin de l'occupation américaine, la cité est un lieu de villégiature pour les militaires étrangers.
Le 11 février 1954, le bourg de Nikkō absorbe le village voisin d'Okorogawa et acquiert le statut de ville. L'année suivante, le recensement national établit la population de la ville à 33 490 habitants.

### Ères Heisei et Reiwa (depuis 1989)
Le 2 décembre 1999, les sanctuaires et temples de Nikkō sont inscrits au patrimoine mondial de l'humanité.
Le 1er avril 2001, la municipalité de Nikkō inaugure son site web.
Le 11 février 2006, le village de Kuriyama, les bourgs d'Ashio et Fujihara et la ville d'Imaichi sont fusionnés avec la ville de Nikkō ; une fusion approuvée par un référendum populaire en décembre 2003. La nouvelle ville, qui conserve le nom de Nikkō, rassemble alors 92 158 habitants.

## Économie

### Aperçu historique
De tradition agricole ancienne, l'économie de la ville de Nikkō s'est progressivement diversifiée au fil des siècles grâce à l'exploitation de ressources naturelles variées disponibles sur son territoire.
Au début du XVIe siècle, l'industrie de Nikkō prend son essor lorsqu'une mine de cuivre commence à être exploitée dans la cité d'Ashio. À partir du XVIIe siècle, la mise en valeur de ses sources chaudes d'origine volcanique, de ses paysages naturels et de son patrimoine culturel amorce le développement du tourisme. Aux XIXe et XXe siècles, l'industrialisation de l'activité économique de Nikkō s'amplifie avec la construction de barrages sur la rivière Kinu et ses affluents pour la prévention des inondations et la production d'électricité. Au cours de la seconde moitié du XXe siècle, l'économie de Nikkō se « tertiarise » et la diminution de la part de l'activité agricole s'accélère.
|      | Primaire | Primaire | Secondaire | Secondaire | Tertiaire | Tertiaire |
| ---- | -------- | -------- | ---------- | ---------- | --------- | --------- |
|      | Nikkō    | Japon    | Nikkō      | Japon      | Nikkō     | Japon     |
| 1960 | 42,7     | 32,7     | 37,1       | 29,1       | 20,2      | 38,2      |
| ...  |          |          |            |            |           |           |
| 1985 | 9,3      | 9,3      | 34,1       | 33,1       | 56,5      | 57,3      |
| 1990 | 7,3      | 7,1      | 32,9       | 33,3       | 59,6      | 59,0      |
| 1995 | 5,9      | 6,0      | 30,6       | 31,6       | 63,3      | 61,8      |
| 2000 | 5,5      | 5,1      | 29,9       | 29,2       | 64,4      | 64,5      |
| 2010 | 5,1      | 4,2      | 27,8       | 25,2       | 64,5      | 70,6      |

### Début duXXIesiècle
La standardisation des processus de production et la mécanisation de l'agriculture, entamées à la fin du XIXe siècle, le vieillissement de la population rurale à partir des années 1960, la fermeture de la mine d'Ashio et l'ouverture du marché intérieur aux importations étrangères ont contribué au déclin de l'agriculture au profit de la croissance du secteur tertiaire. Une activité agricole se maintient cependant, assurant une production au moins suffisante pour pouvoir couvrir les besoins de base de la population locale. Les terres cultivées de la ville sont destinées à la production de riz, de céréales, de légumes et de fruits de saison (pommes de terre, concombres, carottes, champignons, fraises, pommes), à l'horticulture et à l'élevage de bétail (porcins, bovins, volailles),.
Au-delà des traditionnelles activités agricoles, des ressources forestières abondantes permettent le développement de la sylviculture (sapin de Nikkō, mélèze et hêtre du Japon) et l'exploitation des ressources en poissons des bassins des rivières Watarase et Kinu (espèces du genre Salvelinus, saumon du Japon, truite arc-en-ciel) entretient une activité de pêche professionnelle et amateure qui se veut respectueuse du milieu naturel.
L'administration communale de Nikkō met en place divers dispositifs afin de favoriser la consommation des productions agricoles et forestières locales et la vente de celles-ci dans la préfecture et au-delà sous forme de produits transformés. Elle entend promouvoir ainsi l'éducation alimentaire, le développement de l'agriculture et du tourisme.
En 2008, la production économique en valeur de Nikkō la classe 10e parmi les quatorze villes de la préfecture de Tochigi. Le secteur tertiaire (commerce, immobilier, restauration, finance, services et administration) représente 73,3 % du revenu économique totale de la ville, loin devant le secteur secondaire (construction, industrie minière, production d'électricité et industrie manufacturière) 23,9 % du revenu économique et le secteur primaire (agriculture, pêche et sylviculture) 2,8 %.

## Politique et administration

### Jumelages et partenariats
La ville de Nikkō est jumelée avec les municipalités étrangères suivantes :
- Rapid City (États-Unis) depuis le 1er novembre 1994 ;
- Dunhuang (Chine) depuis le 12 octobre 2004 ;
- Tainan (Taïwan) depuis le 16 janvier 2009 ;
- Gyeongju (Corée du Sud) depuis le 11 octobre 2009.

Elle entretient aussi des relations d'amitié et de coopération avec les municipalités japonaises suivantes :
- Hachiōji (Japon) depuis le 1er avril 1974 ;
- Kōra (Japon) depuis le 16 avril 1977 ;
- Tomakomai (Japon) depuis le 16 avril 1982 ;
- Odawara (Japon) depuis le 20 octobre 2006.

## Population et société

### Démographie
Au 1er mars 2016, la population de Nikkō s'élevait à 85 910 habitants répartis sur une superficie de 1 448,83 km2, soit une densité de 59,3 habitants par km2. Elle se composait de 51,2 % de femmes et rassemblait 36 342 foyers dont 70 % dans le seul quartier d'Imaichi.

#### Évolution démographique
Histogramme de l'évolution démographique (1920-2014),.

Du début des années 1920 jusqu'au milieu des années 1950, Nikkō connaît une croissance de sa population de plus de 40 %. À partir de 1955, La population de Nikkō commence à décroître notablement jusqu'en 1975, principalement du fait de la baisse des activités minières dans le bourg d'Ashio (de 1955 à 1975, le bourg d'Ashio perd plus de 60 % de sa population ; l'exploitation de sa mine de cuivre cesse en 1972). Pendant cette période, cependant, le centre urbain d'Imaichi voit sa population augmenter de 8 %.
Après une période de stabilité, la décroissance de la population de Nikkō reprend, au milieu des années 1990, sous l'effet, cette fois, du vieillissement. Une projection démographique, réalisée lors du recensement national de 2010, établit la population de la ville en 2030 à moins de 67 000 habitants (une baisse d'environ 25 % par rapport à 2010) et met en lumière le fait que la ville suit la tendance nationale au vieillissement.

#### Pyramide des âges et structure de la population (2014)
En 2014, la pyramide des âges de la ville de Nikkō reflète le vieillissement de la population japonaise. La proportion de personnes âgées de 65 ans et plus (30 %) est supérieure à la moyenne nationale (26,4 %). Cette proportion s'établissait à 15,4 % en 1990 et, selon une projection démographique réalisée en 2010, devrait atteindre 38 % en 2030.
De 1990 à 2015, la proportion des jeunes âgés de 14 ans ou moins est passée de 17,5 % à 10,8 %.
| \| Hommes \| Classe d’âge \| Femmes \| \| ------ \| --------------- \| ------ \| \| 5 \| 100 ans ou plus \| 36 \| \| 39 \| 95 à 99 ans \| 256 \| \| 282 \| 90 à 94 ans \| 869 \| \| 842 \| 85 à 89 ans \| 1 852 \| \| 1 658 \| 80 à 84 ans \| 2 596 \| \| 2 244 \| 75 à 79 ans \| 2 862 \| \| 2 799 \| 70 à 74 ans \| 3 288 \| \| 3 287 \| 65 à 69 ans \| 3 417 \| \| 3 837 \| 60 à 64 ans \| 3 719 \| \| 3 204 \| 55 à 59 ans \| 2 991 \| \| 2 853 \| 50 à 54 ans \| 2 756 \| \| 2 855 \| 45 à 49 ans \| 2 706 \| \| 2 948 \| 40 à 44 ans \| 2 649 \| \| 2 589 \| 35 à 39 ans \| 2 508 \| \| 2 162 \| 30 à 34 ans \| 1 955 \| \| 2 132 \| 25 à 29 ans \| 1 901 \| \| 2 084 \| 20 à 24 ans \| 2 051 \| \| 2 093 \| 15 à 19 ans \| 2 058 \| \| 1 869 \| 10 à 14 ans \| 1 761 \| \| 1 652 \| 5 à 9 ans \| 1 504 \| \| 1 365 \| 0 à 4 ans \| 1 295 \| |                 |        |
| Hommes | Classe d’âge    | Femmes |
| 5 | 100 ans ou plus | 36     |
| 39 | 95 à 99 ans     | 256    |
| 282 | 90 à 94 ans     | 869    |
| 842 | 85 à 89 ans     | 1 852  |
| 1 658 | 80 à 84 ans     | 2 596  |
| 2 244 | 75 à 79 ans     | 2 862  |
| 2 799 | 70 à 74 ans     | 3 288  |
| 3 287 | 65 à 69 ans     | 3 417  |
| 3 837 | 60 à 64 ans     | 3 719  |
| 3 204 | 55 à 59 ans     | 2 991  |
| 2 853 | 50 à 54 ans     | 2 756  |
| 2 855 | 45 à 49 ans     | 2 706  |
| 2 948 | 40 à 44 ans     | 2 649  |
| 2 589 | 35 à 39 ans     | 2 508  |
| 2 162 | 30 à 34 ans     | 1 955  |
| 2 132 | 25 à 29 ans     | 1 901  |
| 2 084 | 20 à 24 ans     | 2 051  |
| 2 093 | 15 à 19 ans     | 2 058  |
| 1 869 | 10 à 14 ans     | 1 761  |
| 1 652 | 5 à 9 ans       | 1 504  |
| 1 365 | 0 à 4 ans       | 1 295  |

### Résidents étrangers
En 2014, les résidents étrangers, dont 68,6 % sont des femmes et 78,7 % viennent d'Asie, représentent 0,6 % de la population de la ville de Nikkō, soit près de trois fois moins qu'à l'échelle nationale (1,7 %).
| Pays         | Hommes | Femmes | Total | Pays        | Hommes | Femmes | Total |
| Philippines  | 6      | 124    | 130   | Viêt Nam    | 5      | 11     | 16    |
| Chine        | 23     | 96     | 119   | Bangladesh  | 9      | 4      | 13    |
| Corée du Sud | 32     | 45     | 77    | Pakistan    | 9      | 1      | 10    |
| Brésil       | 40     | 32     | 72    | Pérou       | 4      | 2      | 6     |
| Thaïlande    | 2      | 31     | 33    | Canada      | 5      | -      | 5     |
| États-Unis   | 12     | 8      | 20    | Royaume-Uni | 3      | 1      | 4     |
| Taïwan       | 1      | 17     | 18    | Argentine   | 1      | 2      | 3     |
| Indonésie    | 15     | 2      | 17    | Autre       | 7      | 4      | 11    |
| -            | -      | -      | -     | -           | 174    | 380    | 554   |

### Enseignement
En 2016, la ville de Nikkō dispose de huit écoles maternelles, toutes privées, de 26 écoles primaires publics et 15 établissements d'enseignement secondaire publics.

## Culture locale et patrimoine
Un dicton populaire japonais proclame : « Ne dites pas magnifique avant d'avoir vu Nikkō » (日光を見ずして結構と言うなかれ, Nikkō o mizushite kekkō toiū nakare,,). C'est l'équivalent du « voir Naples et mourir » des Napolitains, qui résume l'appréciation largement partagée de l'exceptionnelle beauté de la ville où la splendeur des paysages naturels en toute saison le dispute à la richesse de son patrimoine culturel.

### Patrimoine architectural

#### Édifices religieux
La ville de Nikkō rassemble de nombreux édifices religieux témoins de l'implantation profonde du bouddhisme dans le pays et de la permanence historique de la religion autochtone : le shintō. Les plus importants de ces édifices se trouvent dans le quartier Sannai, au nord du cours moyen de la rivière Daiya.
Depuis 1999, 103 bâtiments appartenant aux sanctuaires Tōshō et Futarasan et au temple Rinnō sont inscrits au patrimoine mondial de l'humanité.

##### Sanctuaire Futarasan
Le sanctuaire Futarasan a été construit à l'initiative du moine bouddhiste Shōdō Shōnin en 767. Il marque la fondation de la cité de Nikkō.
Ce sanctuaire se compose d'un bâtiment principal : le honsha, situé dans le nord du quartier Sannai, d'un bâtiment secondaire, le chūgūshi, sur la rive nord du lac Chūzenji et d'une annexe : l'okumiya, près du sommet du mont Nantai.
Le Shinkyō, un pont de bois en arc enjambant la rivière Daiya dans le sud du quartier Sannai, fait partie du sanctuaire.

##### Sanctuaire Tōshō

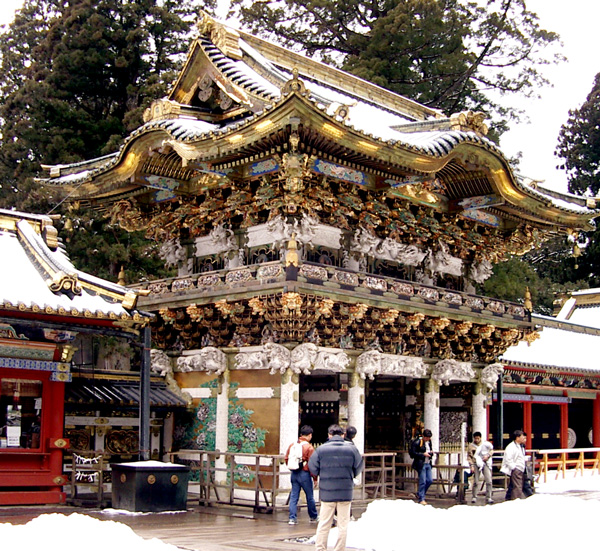
Tōshō-gū.

Le Tōshō-gū, situé dans le quartier Sannai, est un lieu saint du shintō construit au cours de la première moitié du XVIIe siècle. Dédié à Tokugawa Ieyasu, premier shogun de l'ère Edo et père fondateur du shogunat Tokugawa, il mélange les styles architecturaux propres au bouddhisme et au shintoïsme.

##### Temple Rinnō
Le Rinnō-ji est un temple bouddhique fondé en 766 par le moine Shōdō Shōnin et agrandi par ses successeurs. Il est dédié aux trois incarnations bouddhiques des divinités du shintō représentées dans la région par les trois goshintai que sont les monts Nantai, Tarō et Nyohō.

### Symboles municipaux
En 2016, les arbres symboles de la municipalité de Nikkō sont l'érable du Japon et le bouleau verruqueux, ses fleurs symbole Hemerocallis esculenta et Rhododendron pentaphyllum var. nikoense, ses oiseaux symboles le martin-pêcheur d'Europe et la bouscarle chanteuse et ses poissons symboles le saumon rouge et Salvelinus.
|  | Emblème | L'emblème de la ville de Nikkō, adopté en 2011, représente à la fois le soleil par sa forme et le choix des deux couleurs rouge et orange, et une fleur à cinq pétales symbolisant chacun l'une des cinq communes dont la ville de Nikkō est le résultat de la fusion. Il illustre le surnom de Nikkō : ville de la lumière solaire (ひかりの郷, Hikari no sato). La dynamique de l'ensemble figure le souhait d'un développement prospère de la ville. |